# Gooseberry River
Der Gooseberry River ist ein Zufluss des Oberen Sees im US-Bundesstaat Minnesota.
Der Fluss entspringt im Superior National Forest östlich des Kane Lake und südlich des Marble Lake. Er fließt anfangs in südlicher Richtung, später wendet er sich nach Südosten und Osten. Die letzten Kilometer vor seiner Mündung nordöstlich von Silver Creek in den Oberen See verläuft der Fluss innerhalb des Gooseberry Falls State Park. Hier überwindet der Gooseberry River mehrere Wasserfälle. Die Minnesota State Route 61 überquert den Fluss nahe der Mündung.
Der Gooseberry River hat eine Länge von 37 km. Sein Einzugsgebiet umfasst 70,7 km².